# Grand Central Düsseldorf

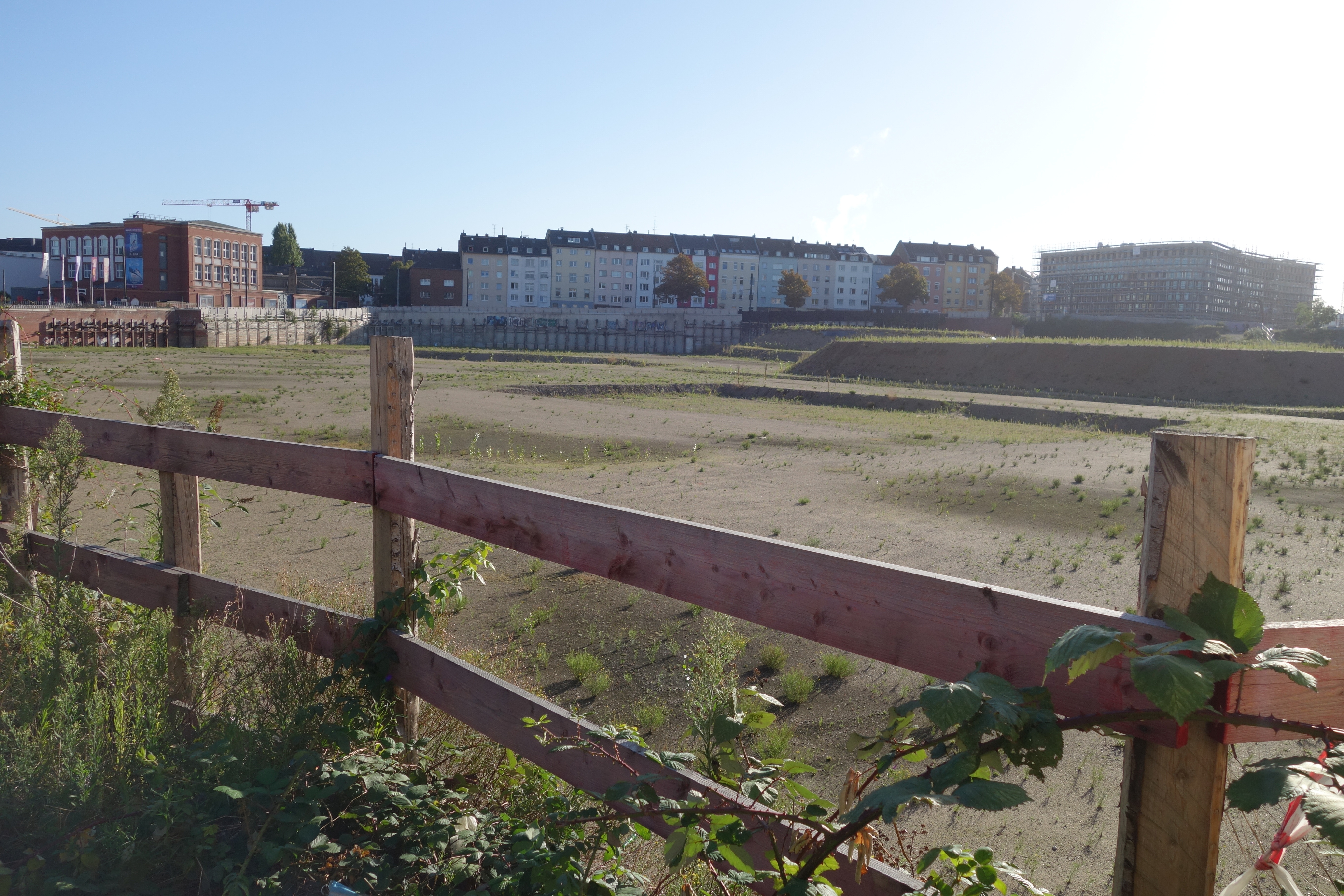
Geräumtes Baugelände im September 2020, Blick von der Moskauer Straße

Das Grand Central Düsseldorf ist ein Immobilienprojekt eines privaten Investors in Düsseldorf. Die baulichen Vorarbeiten begannen im Juni 2018.
Der Investor Catella Project Management will 1061 Wohnungen und etwa 1000 Stellplätze nahe dem Hauptbahnhof Düsseldorf bauen. Auch sollen zwei Kindertagesstätten, ein Fitnesscenter, ein Supermarkt, eine Tagespflegeeinrichtung für Senioren und ein Service Point mit Concierge im neuen Quartier errichtet werden. Die Gesamtkosten des Projekts werden auf 500 Millionen Euro geschätzt.
Die Wohnungen sollen überwiegend in der hochpreisigen Klasse errichtet werden. Der Bau richtet sich jedoch nach dem „Handlungskonzept für den Wohnungsmarkt“. Darin legt die Stadt Düsseldorf fest, dass mindestens 20 Prozent der Wohnungen streng preisgebunden als Sozialwohnungen errichtet werden müssen.

## Fakten zum Projekt
Die folgenden Daten sind über das Projekt Grand Central Düsseldorf bekannt:
| Adresse                 | Erkrather Straße 33, 40233 Düsseldorf |
| Parzellengröße          | 38.075 m²                             |
| Projektgröße            | 114.000 m²                            |
| Parkmöglichkeiten       | ca. 1000 Stellplätze                  |
| Wohnungen               | 1.061 Einheiten                       |
| Baubeginn               | Juni 2018                             |
| Geplante Fertigstellung | unbekannt                             |
| Projektvolumen          | ca. 500 Millionen Euro                |

## Standort und Investor

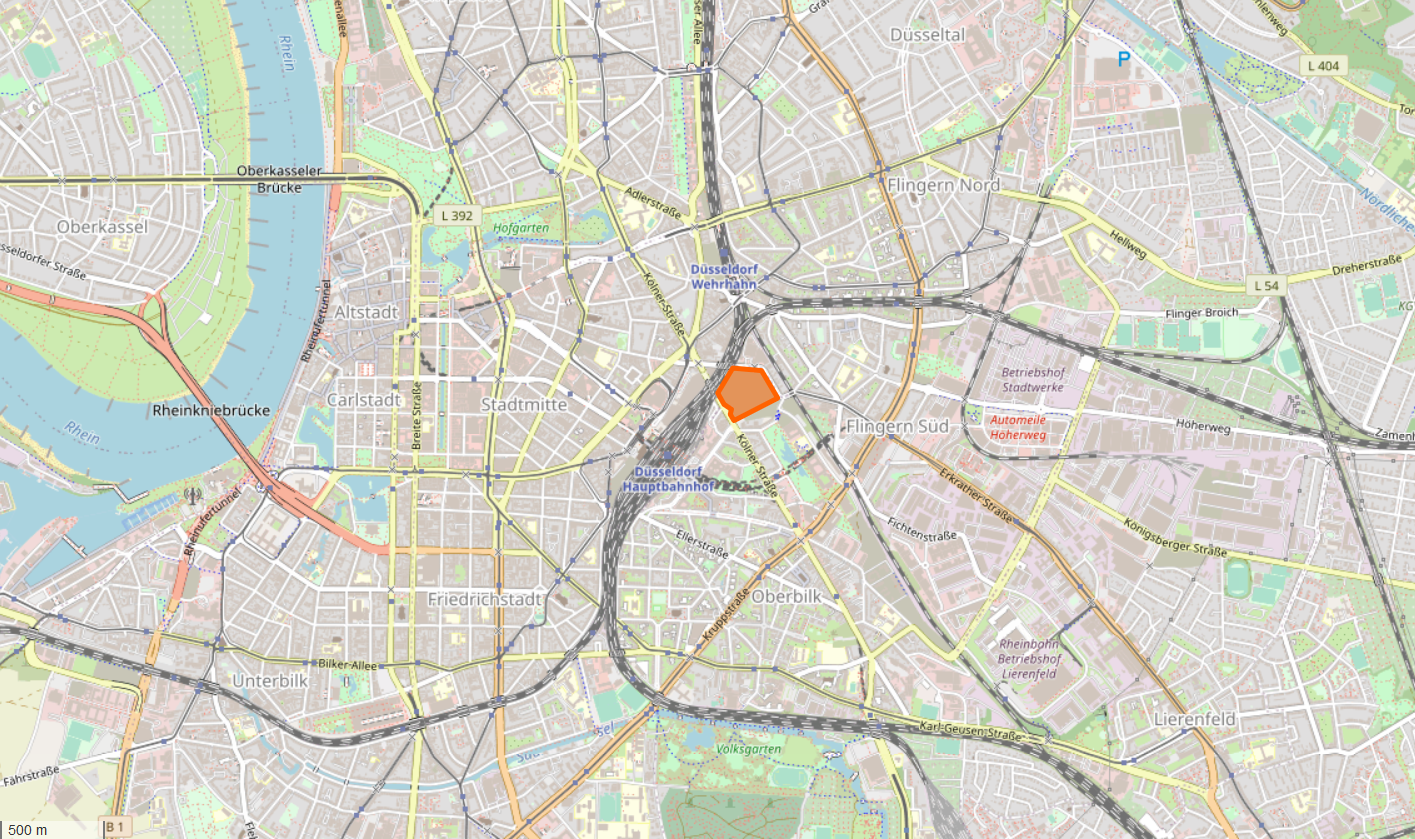
Lage des Grand Central Düsseldorf

Das Grand Central Düsseldorf hat derzeit die Adresse Erkrather Straße 33 in Düsseldorf. Das Grundstück befindet sich in unmittelbarer Nähe zum Hauptbahnhof und zum Worringer Platz. Das Grundstück ist umschlossen von Bahngleisen, der Kölner Straße, der Erkrather Straße und in Zukunft von der Moskauer Straße, die noch erweitert wird, um das Grundstück zu erschließen.
Das Catella Project Management ist ein schwedisches Unternehmen, welches sich in Düsseldorf angesiedelt hat.

## Geschichte
Auf dem geplanten Bauareal stand das alte Postverteilzentrum Düsseldorfs. Neben zwei nebeneinander liegenden großen Hallen existierten viele Büros sowie ein Schießstand und zwei Bunkeranlagen im Keller.
2015 kaufte die Catella Project Management GmbH das Areal in der Nähe des Hauptbahnhofs. Sie wollte die bestehenden Gebäude abreißen. Bis dahin duldete sie eine Zwischennutzung. Im Rahmen dieser waren viele Räume als Ateliers an Künstler vermietet. In den beiden großen Hallen fanden außerdem Events statt (z. B. Firmenveranstaltungen, Mädelsflohmarkt etc.). Außerdem wurde ein Teil des Gebäudes für den Laden genutzt.
Im Januar 2018 wurde bekannt, dass prizeotel der Pächter des Hotels mit 250 Zimmern sein wird.
Am 15. Juni 2018 begannen die Bauarbeiten für das Grand Central Düsseldorf, wurden jedoch durch Übernahme des Partners CG-Gruppe durch Consus und im Juni 2020 durch die Adler Group, die im Rahmen der „Leerverkäufer-Affäre“ 2021 ins Visier der Bafin geriet, wieder gestoppt. Da es dadurch zum Verzug der Fertigstellung zugesicherter Sozialwohnungen und einer Kindertagesstätte kam, wurden Vertragsstrafen angekündigt, was dann zumindest den Bau der 150 Sozialwohnungen anstieß, die im August 2022 fertiggestellt, 2023 angeschlossen und bezogen wurden. In der brachliegenden Baugrube daneben, die bereits „Grand Hole“ genannt wurde, ließen sich zeitweise rund 20 Obdachlose und Drogenabhängige in selbst errichteten Hütten nieder. Im Dezember 2023 wurde diese Zeltstadt geräumt.
Im November 2023 wurden im Grand Central neben der bereits fertiggestellten Readinger Straße die Chibastraße, die Czernowitzstraße und der Phoebe-Cusden-Platz durch den Oberbürgermeister Dr. Stephan Keller und die Vertreter der namensgebenden Städtepartnerschaften eingeweiht.